# Polyforum Cultural Siqueiros
Il Polyforum Culturale Siqueiros è un edificio culturale multifunzionale, situato su Avenida de los Insurgentes nel complesso World Trade Center di Città del Messico. È un luogo molto conosciuto, per la sua posizione, per la sua forma unica e per la presenza di grandi murales realizzati dall'artista messicano David Alfaro Siqueiros, dal quale il centro ha preso il nome.
Il Polyforum fu concepito come una parte del complesso dell'Hotel Mexico negli anni '60, e fu finanziato da Manuel Suarez y Suarez, che invitò Siqueiros a decorare l'edificio.
L'edificio può ospitare rappresentazioni teatrali, esibizioni d'arte e diversi altri eventi culturali. Come il resto del complesso del World Trade Center, il Polyforum è servito dalla stazione Polyforum del Metrobus a pochi metri di distanza.